# Kleindeutschland (New York City)

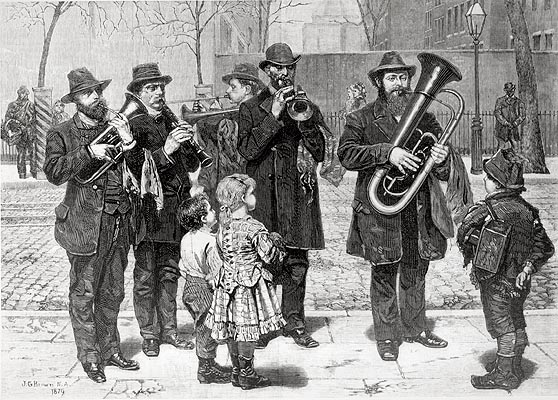
Deutsche Musikkapelle in New York

Kleindeutschland (englisch Little Germany, gelegentlich auch Dutchtown genannt) war ein Stadtviertel auf der Lower East Side im Stadtteil Manhattan in New York City, in dem hauptsächlich deutsche Einwanderer lebten. Wegen des Todes vieler für die Gemeinschaft wichtiger Personen bei der General-Slocum-Katastrophe 1904 zerfiel es im Jahr darauf.

## Ursprung

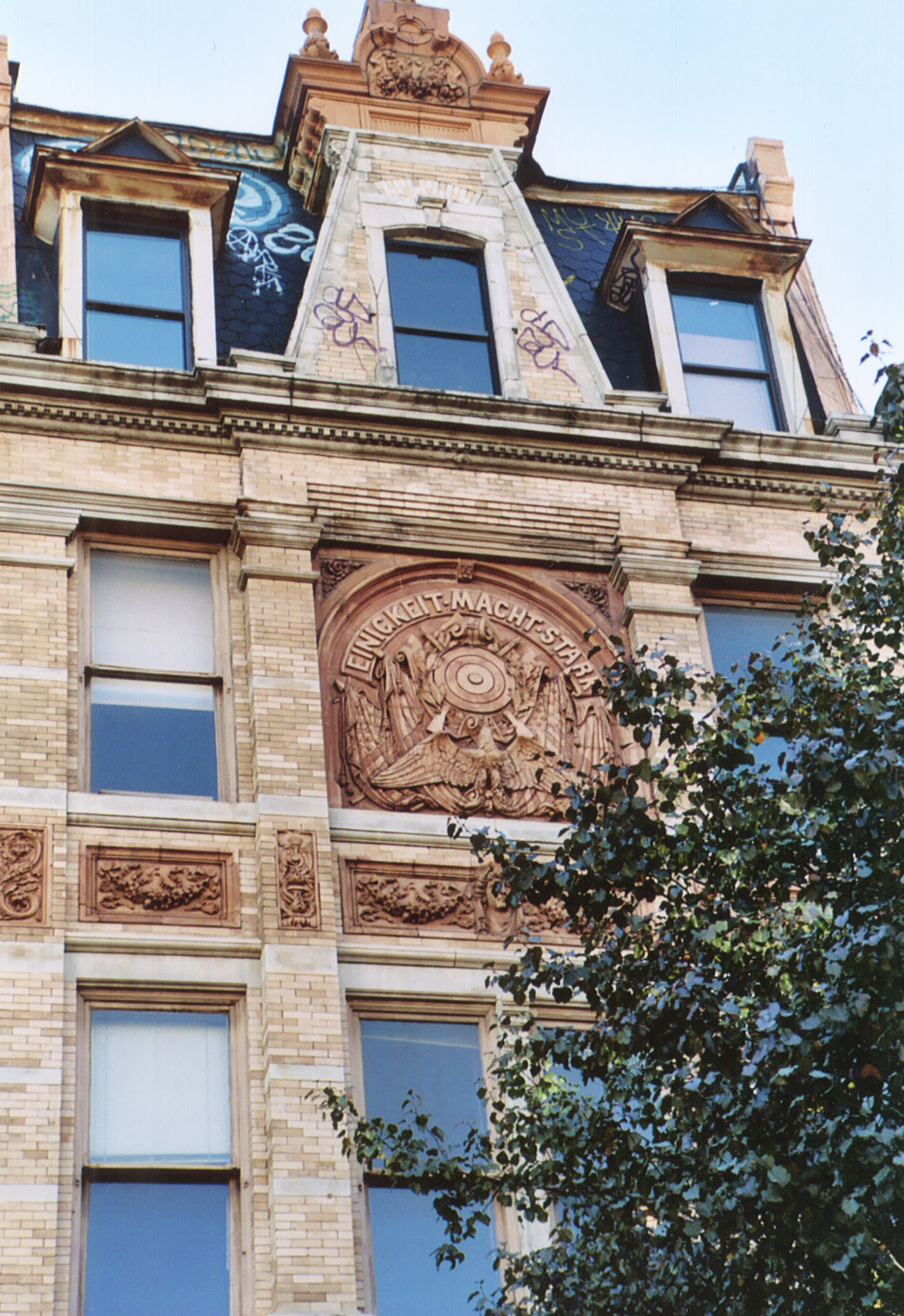
Früheres Vereinshaus der Deutsch-Amerikanischen Schützengesellschaft mit der Inschrift „Einigkeit macht stark“

Im 19. und Anfang des 20. Jahrhunderts sorgten Einwanderer, welche über Ellis Island in die USA einreisten, für ein starkes Bevölkerungswachstum in Kleindeutschland. Bereits 1840 lebten dort über 50.000 Deutsche. Allein in den 1850er Jahren kamen so etwa 800.000 Deutsche in die USA. Die Besiedlung schwankte stark, weil viele Familien in andere Richtungen weiterzogen. Die Deutschen unterschieden sich gewöhnlich von anderen Einwanderern vor allem durch  eine bessere Schulbildung, oder weil sie ein Handwerk erlernt hatten.
Mehr als die Hälfte der Bäcker und Schreiner in New York waren Deutsche oder deutscher Herkunft, und viele Deutsche arbeiteten auch im Baugewerbe. Höher gebildete Deutsche waren wichtige Mitwirkende bei der Bildung von Gewerkschaften und waren oftmals auch politisch aktiv; viele von ihnen waren nach der zerschlagenen Revolution von 1848/49 aus Deutschland geflüchtet. 1840 lebten in dem Stadtteil 24.000 Deutsche. In den 1870er Jahren wuchs die Einwohnerzahl auf 170.000. Anfang des 20. Jahrhunderts hatte Kleindeutschland eine Bevölkerung von 50.000. Die Gemeinschaft war für die deutschstämmige Bevölkerung New Yorks das kulturelle Zentrum, mit Einrichtungen wie Biergärten, Sportvereinen, Schützenvereinen sowie deutschsprachigen Bibliotheken, Chören, Schulen und Kirchen.
Das Viertel lag rund um den Tompkins Square Park, der von seinen Bewohnern Weißer Platz genannt wurde, im heutigen East Village. Der Name des Viertels stammt von der irischen Bevölkerung, die Deutschen nannten ihr Viertel selber Deutschländle in Anlehnung an die vielen Bewohner schwäbischer Herkunft.

## „General-Slocum“-Katastrophe

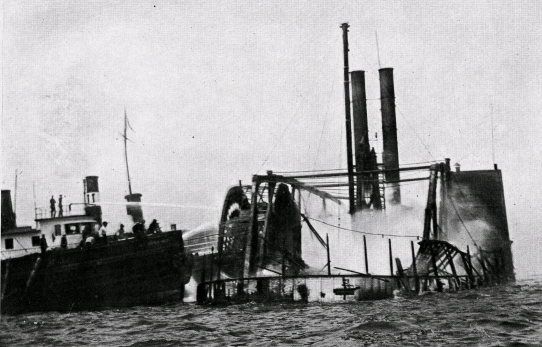
Die „General Slocum“ brennend im Wasser

Die „General-Slocum“-Katastrophe traf Kleindeutschland am 15. Juni 1904. Die evangelisch-lutherische Kirche veranstaltete ihr 17. jährliches Picknick, um das Schuljahresende zu feiern, und charterte einen Schaufelraddampfer, die „General Slocum“, für eine Vergnügungsfahrt auf dem New Yorker East River zur Picknick-Stelle auf Long Island. Über 1.300 Passagiere, die meisten davon Frauen und Kinder, nahmen an dem Ereignis teil. Kurz nach dem Ablegen brach ein Feuer in einem Lagerraum im Bug des Schiffes aus.
Zwar war das Schiff mit Rettungsbooten und -ringen ausgestattet; sie befanden sich jedoch in einem schlechten Zustand. Einige Rettungsringe waren sogar morsch und nicht schwimmfähig. Das Fehlen von hinreichend Rettungsausrüstung in Verbindung mit dem schlechten Führungsverhalten von Captain William van Schaick führte zu geschätzten 1.021 Toten. Während etwa ein Prozent der Bevölkerung von Kleindeutschland bei dem Unglück ums Leben kam, waren gerade diese Opfer Mitglieder der etabliertesten Familien, dem sozialen Oberbau der Gemeinschaft; die übrige, frisch eingewanderte Bevölkerung hatte meist nicht das Geld, um sich solche Vergnügungsfahrten leisten zu können.

## Das Ende von Kleindeutschland

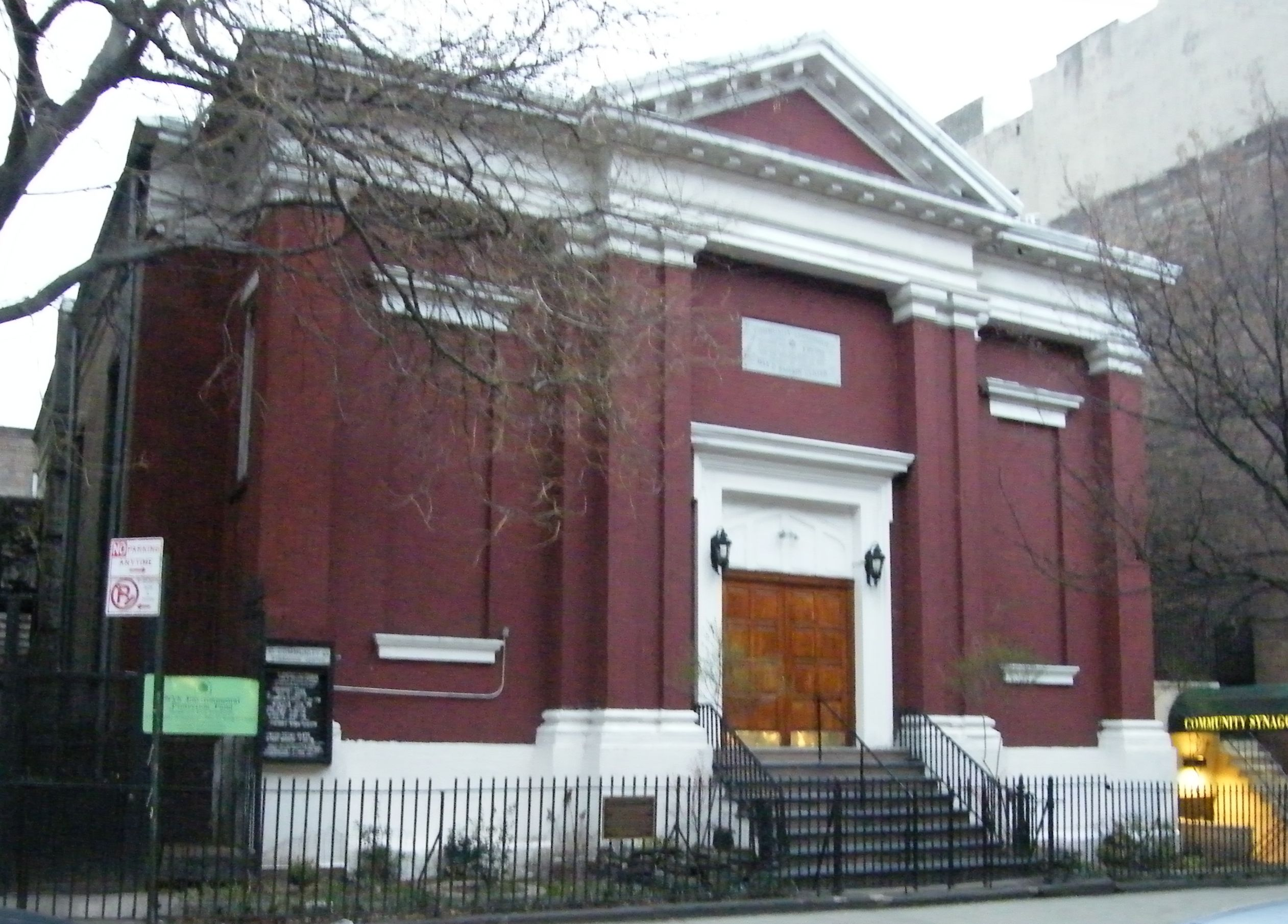
Die lutherische Kirche St. Marks im East Village galt bis zur „General-Slocum“-Katastrophe als Zentrum der Deutschen Gemeinde

Die „General-Slocum“-Katastrophe ist der entscheidende Grund, dass New York City, Heimat der weltbekannten Stadtviertel Chinatown und Little Italy, heute kein Little Germany mehr hat.
Letztlich konnte die gesamte Gemeinschaft von Kleindeutschland wegen des Unglücks nicht mehr fortbestehen. Viele Geschäfte hatten keine Eigentümer mehr und einige hinterbliebene Eltern, Ehepartner, Kinder und Freunde nahmen sich in der Folgezeit das Leben. Der Wunsch, einen Schuldigen für das Unglück zu finden, führte zu gespaltenen Meinungen in der Öffentlichkeit. Familien stritten sich um die Verteilung der Entschädigungsgelder an die Überlebenden, was dazu führte, dass die Gemeinschaft auseinanderbrach. Viele Familien trennten sich und zogen weg, Geschäfte wurden geschlossen.
Auch der soziale Aufstieg Anfang des 20. Jahrhunderts führte zum Wechsel des Wohnviertels. Viele Deutsche zogen später nach Yorkville auf der Upper East Side oder nach Brownsville, Brooklyn. Die 86th Street wurde zur neuen Hauptstraße, dem deutschen Broadway. Bei der Volkszählung von 1910 lebten in dem Stadtteil noch 542.061 Menschen, bis 1930 sank die Einwohnerzahl auf 249.755.
Mit dem Eintritt der Amerikaner in den Ersten Weltkrieg 1917 verschwand das bis dahin hohe Ansehen der Deutschen. Die dritte Einwanderergeneration fühlte sich mehr den Amerikanern zugehörig als dem deutschen Kriegsgegner. Damit verschwanden deutsche Begriffe wie Sauerkraut, Bier und German gemutlichkeit aus dem Alltagswortschatz der New Yorker. Im Bestreben, alles Deutsche aus der eigenen Sprache und Kultur zu verbannen, wurde aus Sauerkraut „Liberty Cabbage“ und aus German Measles (deutsch: Röteln) „Liberty Measles“. Der Begriff Hot Dog galt nun synonym für alle Art von Wurst und ersetzte Frankfurter und Wiener. Deutschstämmige änderten ihre Namen, der Deutschunterricht verschwand aus den Schulen und deutsche Buchhandlungen und Bibliotheken verschwanden ebenso.
Heute gibt es in 1648 Second Ave noch ein Restaurant mit deutschem Namen und deutschen Speisen und in einer Metzgerei an der 1654 Second Ave deutsche Wurst- und Fleischwaren. Einen deutschsprachigen Gottesdienst kann man in der German Evangelical Lutheran Zion St. Mark’s Church in der 339 East 84th Street besuchen.
Die jährlich im September stattfindende Steubenparade, benannt nach Friedrich Wilhelm von Steuben, erinnert an die deutsche Herkunft vieler New Yorker. In der Volkszählung im Jahr 2000 bekannten sich 360.000 New Yorker zu ihrer deutschen Abstammung.